# Batracomorphus incognitus
Batracomorphus incognitus är en insektsart som beskrevs av Rauno E. Linnavuori och Quartau 1975. Batracomorphus incognitus ingår i släktet Batracomorphus och familjen dvärgstritar. Inga underarter finns listade i Catalogue of Life.